# Aron Gunnarsson
Aron Einar Malmquist Gunnarsson, född 22 april 1989 i Akureyri, Island, är en isländsk fotbollsspelare. Han spelar för Islands landslag som lagkapten.

## Karriär
I mars 2019 meddelades det att Gunnarsson skulle lämna Cardiff City vid slutet av säsongen 2018/2019 och gå till qatariska Al-Arabi. Han skrev på ett tvåårskontrakt med Al-Arabi.

## Meriter

### Klubblag
Cardiff City
- Football League Championship: 2012–13

### Individuellt
- Coventry City: årets spelare 2008–09